# Museo ornitologico (Mazara del Vallo)
Il museo ornitologico di Mazara del Vallo è un museo ornitologico-tassidermico di proprietà comunale, comprendente oltre 500 specie di uccelli ed alcuni mammiferi.

## Storia
Il museo è sorto formalmente per mezzo di una Delibera del Comune di Mazara del Vallo, la numero 2168 del 15 novembre 1984.

## La collezione

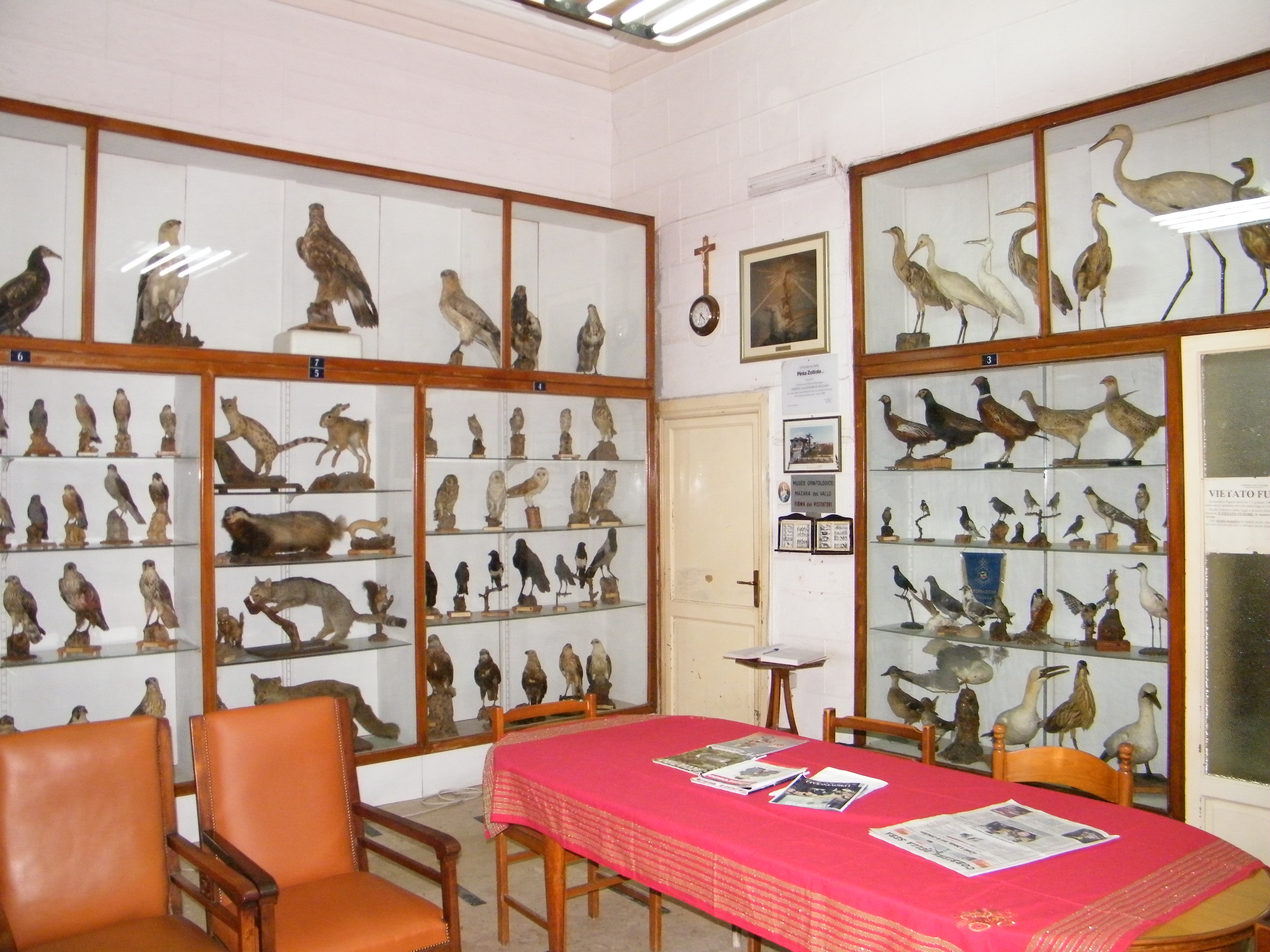
Interno del museo

Volatili: Pica, Garrulus, Coccothraustes, Carduelis, Fringilla, Petronia, Passer, Emberizia, Melanocorypha, Galerida, Lullula, Alauda, Motacilla, Parus, Lanius, Bombycilla, Muscicapidae, Turdus, Monticola, Saxicola, Phoenicurus, Luscinia, Erithacus, Prunella, Hirundo rustica, Tichodroma muraria, Apus apus, Caprimulgus europaeus, Merops apiaster, Upupa, Coracias, Alcedo atthis, Cuculus, Clamator, Otus, Asio otus, Athene noctua, Aquila, Buteo buteo, Circus, Accipiter, Milvus milvus, Circaetus gallicus, Pernis, , Neophron percnopterus, Ciconia, Platalea, Plegadis falcinellus, Ardea, Egretta, Nycticorax nycticorax, Ixobrychus minutus, Botaurus stellaris, Phoenicopterus, Cygnus, Anser, Tadorna, Anas, Spatula, Netta, Aythya nyroca, Bucephala, Somateria, Oxyura, Mergus, Phalacrocorax, Sula, Hydrobates pelagicus, Puffinus, Podicipedidae, Gavia stellata, Streptopelia, Burhinus, Cursorius, Glareola, Charadrius, Pluvialis squatarola, Vanellus, Arenaria, Philomachus pugnax, Tringa, Himantopus, Recurvirostra, Limosa, Numenius, Scolopax, Gallinago, Lymnocryptes minimus, Hydrochelidon, Sterna, Larus, Stercorarius, Alca, Fratercula, Otis tarda, Grus, Rallus, Porzana, Crex crex, Gallinula, Porphyrio, Fulica, Alectoris, Perdix, Coturnix, Phasianus.
Mammiferi: Lepus, Meles meles, Mustela nivalis, Mustela putorius furo, Vulpes, Oryctolagus cuniculus, Sciurus vulgaris, Crocidura sicula, Genetta, Felis silvestris.